# آستریکس ۲۹۴۰۱
سیارک ۲۹۴۰۱ (به انگلیسی: 29401 Asterix، نامگذاری:1996TE) بیست و نه هزار و چهارصد و یکمین سیارک کشف شده‌است که در ۱ اکتبر ۱۹۹۶ کشف شد.